# 長瀬彰造
長瀬 彰造（ながせ しょうぞう、1918年2月5日 - 2006年5月31日）は、日本の経営者。長瀬産業社長、会長を務めた。

## 経歴
兵庫県出身。1942年に関西学院大学商経科を卒業。
内外製鋼所での勤務を経て、1944年に長瀬産業に転じ、1947年に取締役に就任し、1956年に常務、1962年に専務を経て、1968年に副社長に就任し、1982年1月には社長に就任。1987年6月に会長に就任し、1999年6月には相談役に就任。
1983年4月に藍綬褒章を受章し、1989年11月に勲三等瑞宝章を受章。
2006年5月31日心不全のために死去。88歳没。